# Nanjing Yuejin Soyat
Soyat — це субкомпактний хетчбек, виготовлений філією Wuxi Soyat (南汽新雅途) Nanjing Automobile (Group) Corporation. Автомобіль базується на оригінальній версії SEAT Ibiza Mark I 1984 року.

## Історія
Після того, як перше покоління Ibiza було замінено, технологія та виробнича лінія були придбані спільним підприємством між Nanjing Yuejin та малайзійською Lion Group у 1997 році. Однак виробництво не розпочалося, доки Fiat не перебрав частку Lion Group у Jiangsu Nanya Auto.
У 1999 році дизайн SEAT був змінений для китайського ринку, а потім перейменований у Zhongguo Nanjing NJ6400, пізніше як модернізований GHR Encore з інжектором. Ця модель проіснувала до жовтня 2003 року, коли закінчився термін дії ліцензії Ibiza, і дизайн довелося оновити.
У березні 2004 року китайський виробник мобільних телефонів під назвою Ningbo Bird вирішив, що він теж хоче взяти участь у процесі виробництва автомобілів. Оскільки Ningbo Bird приєднався до оригінальних партнерів у відносинах 50/50, новий дизайн було перейменовано на Soyat. Ningbo Bird покинув компанію в 2005 році.

На додаток до п’ятидверного хетчбека Soyat також доступний чотиридверний універсал під назвою Soyat Unique NJ1020 із ширшою та вищою задньою частиною, запозиченою у сучаснішого SEAT Inca.

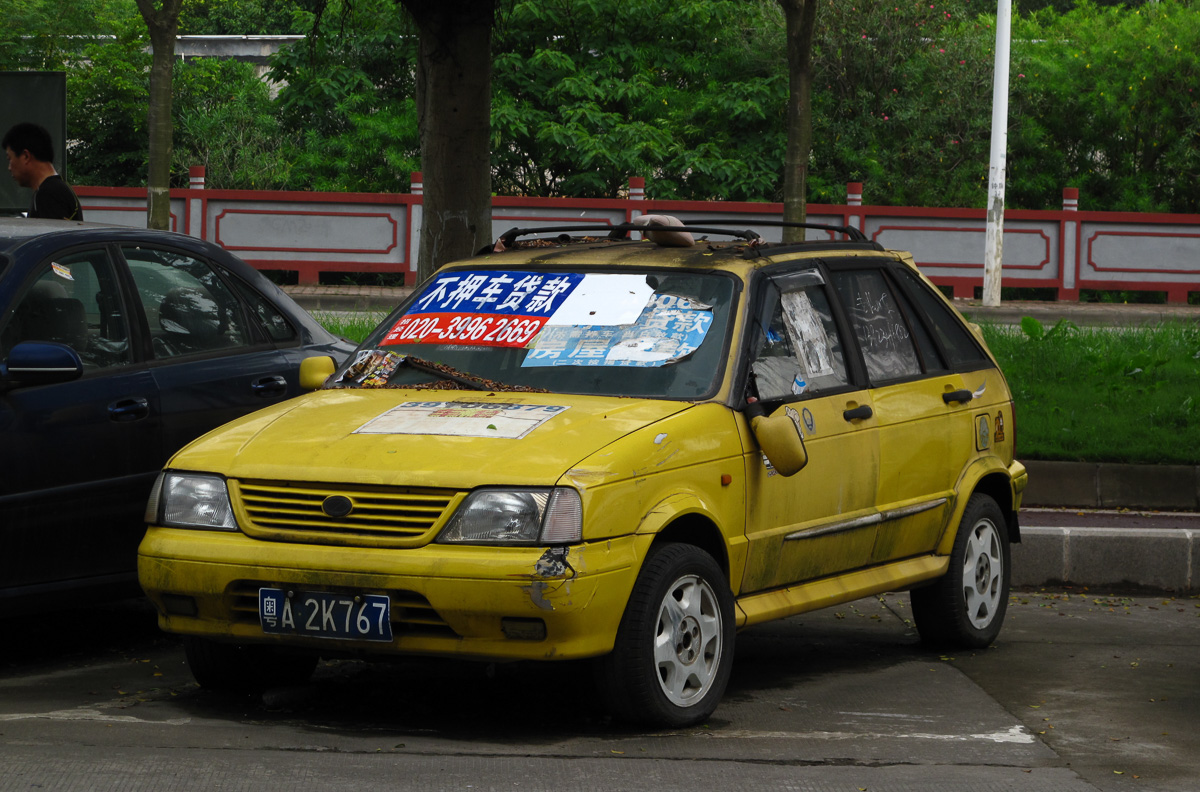
Nanjing Soyat Encore
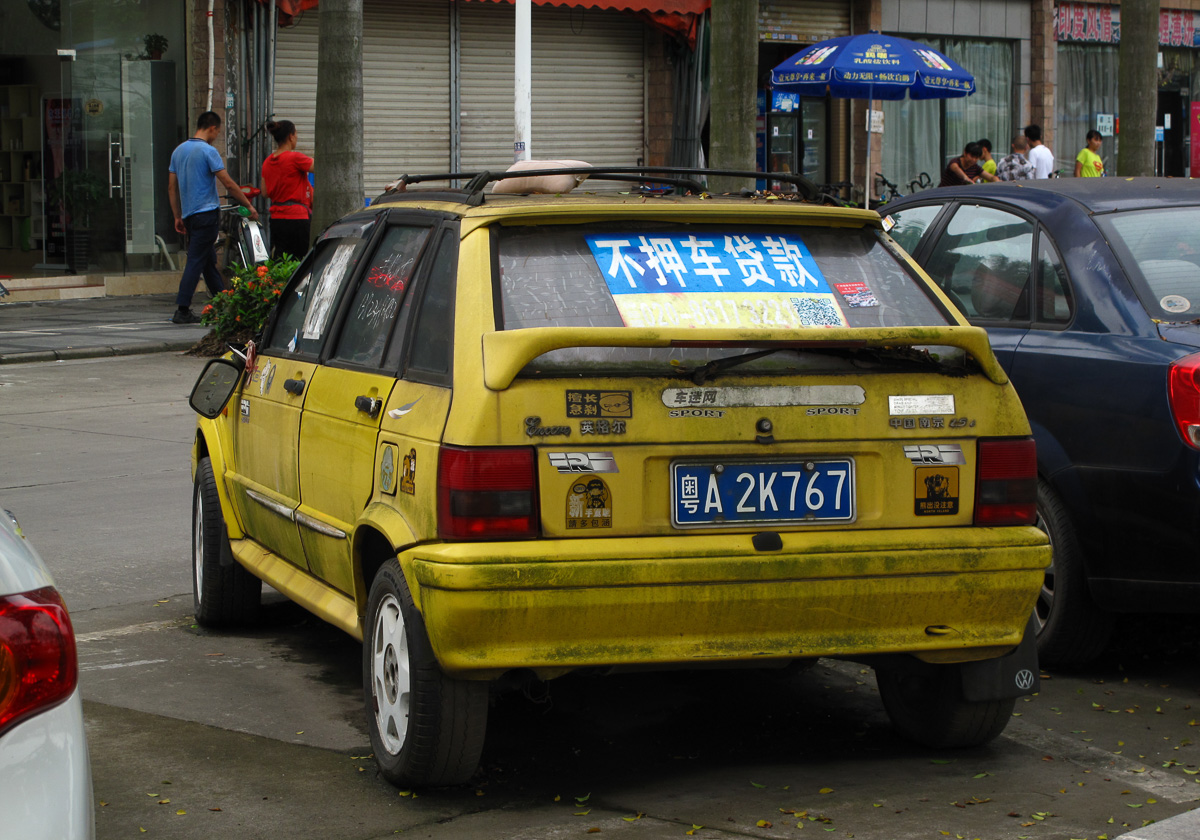
Nanjing Soyat Encore, вид ззаду
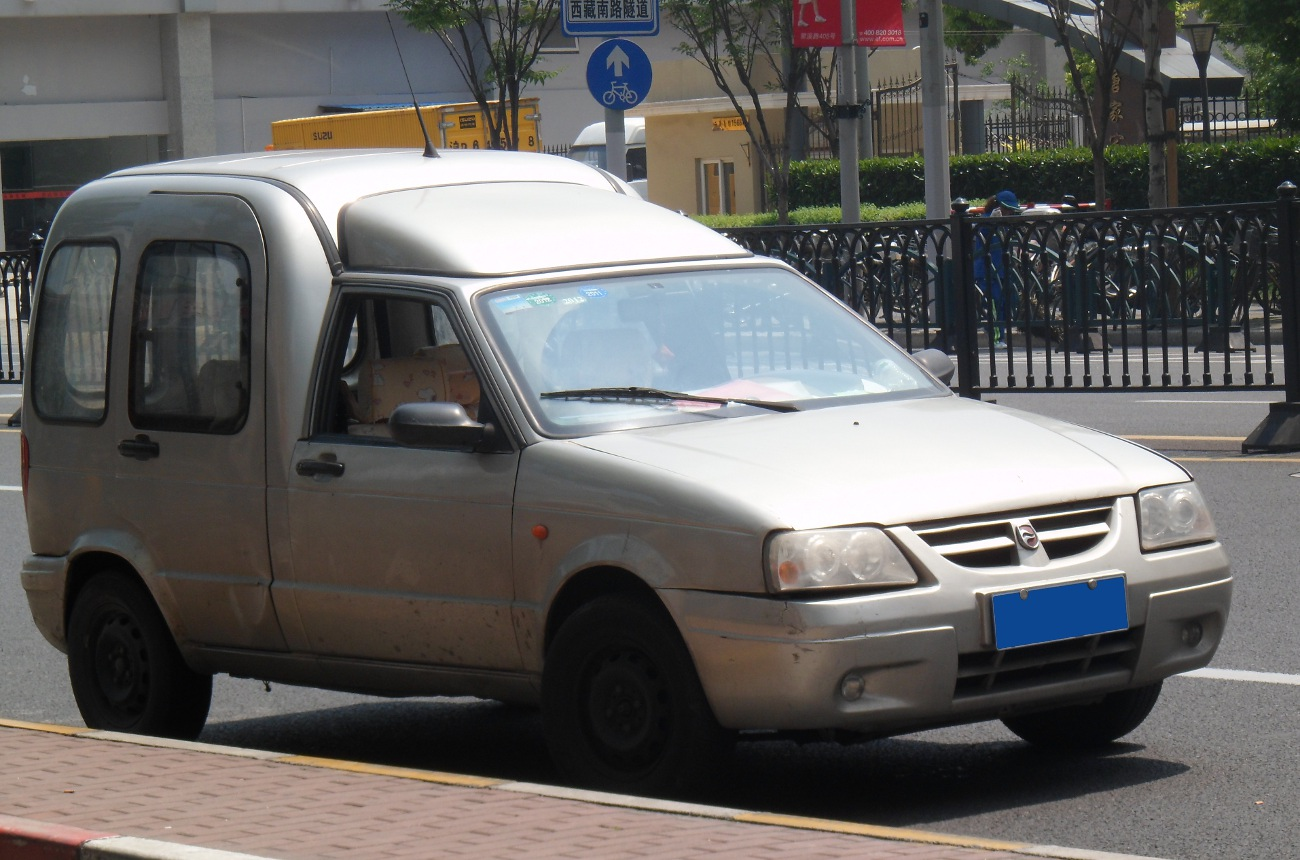
Nanjing Soyat Unique (NJ1020)

Хоча дизайн автомобіля датується 1984 роком, він виявився достатньо популярним. Виробництво значно впало (з 4261 у 2004 році  до 705 за перші одинадцять місяців 2007 року ), оскільки Nanjing зосередився на більш сучасних і конкурентоспроможних Fiat, а потім на MG. Спочатку були доступні двигуни «System Porsche» об’ємом 1,2 та 1,5 л (70 та 86 к.с.), з тих пір менший двигун замінили версією виробництва Toyota об’ємом 1342 куб.см. Всі двигуни стандартно поєднувалися з 5-ступінчастою механічною коробкою передач. Оновлена модель під назвою NJ7150 була випущена в 2004 році, а в 2006 році вона була модифікована для моделі NJ7150B з новим дизайном передньої частини, але все було марно, і до 2008 року виробництво Soyat припинилося, а нові власники Nanjing, SAIC закрили завод в Усі.  Автомобіль також був відзначений як надійний, дешевий в обслуговуванні та дешевий у покупці.  Ціни на Yuejin Soyat коливалися від 44 900 до 48 300 юанів (6 280-6 760 доларів США). 

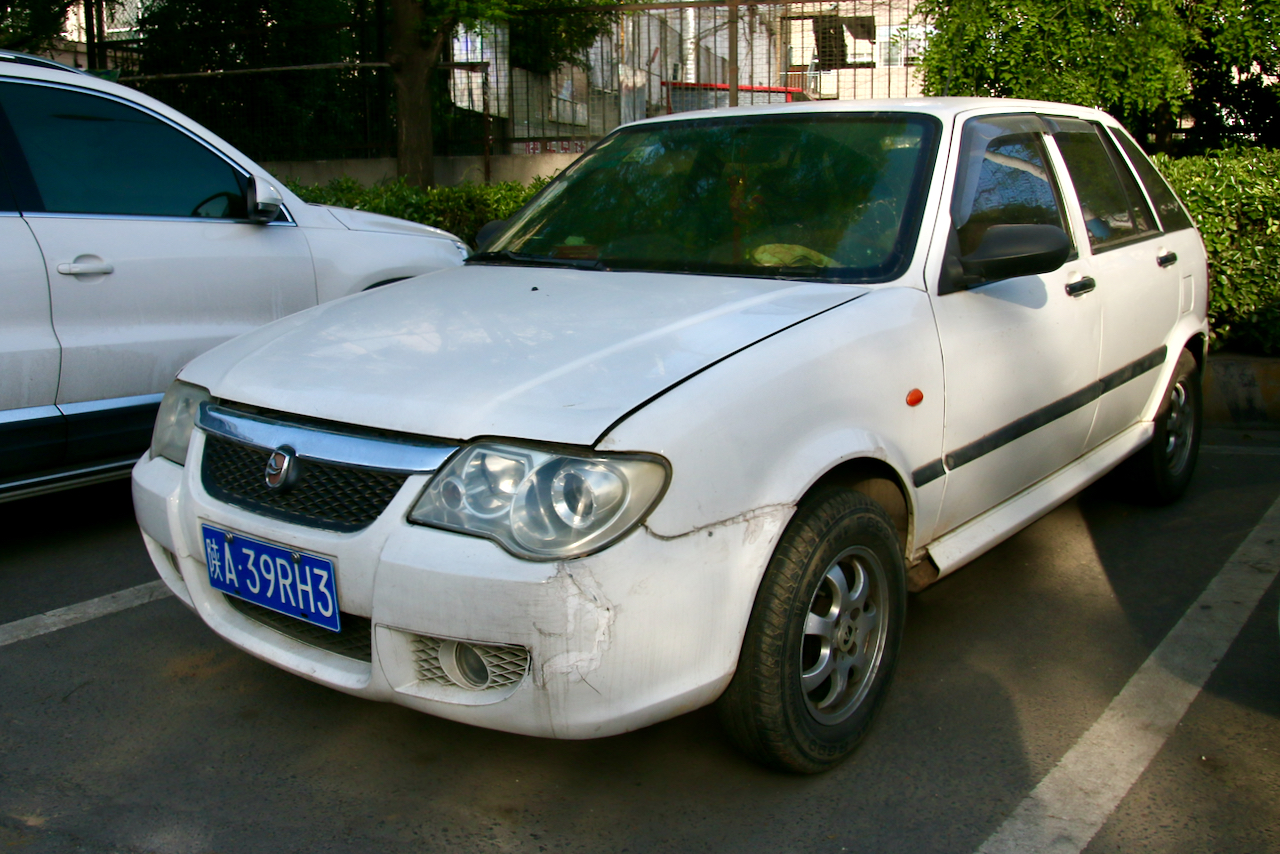
2007 Nanjing NJ7150B Soyat
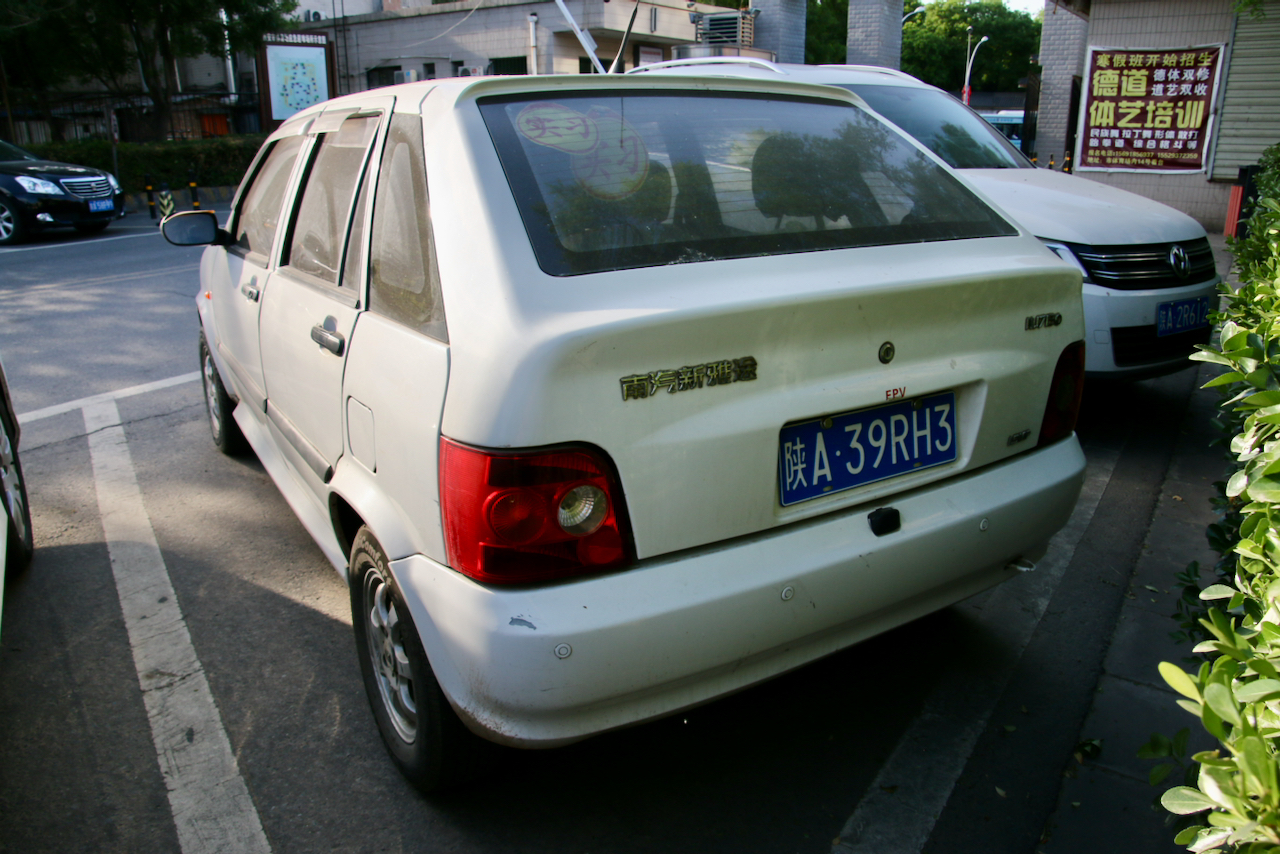
2007 Nanjing NJ7150B Soyat, вид ззаду

## Моделі
- Nanjing Yuejin NJ6400 / Encore (英格尔/优尼柯, 1999 - 2003)
- Nanjing Yuejin NJ7150 Soyat (英格尔/新雅途, 2004 - 2006)
- Nanjing Yuejin NJ7150B Soyat (英格尔/新雅途, 2006 - 2008)
- Nanjing Yuejin NJ1020 Unique (优尼柯, чотиридверний високий універсал)

Ці моделі в основному продавалися в Китаї.